# Mick Jackson
Mick Jackson, född 4 oktober 1943 i Grays, Essex, är en brittisk filmregissör och TV-producent. Han har bland annat regisserat de amerikanska filmerna L.A. Story (1991), Bodyguard (1992) och Volcano (1997).

## Filmografi (i urval)
- 1984 – Threads
- 1989 – Chattahoochee
- 1991 – L.A. Story
- 1992 – Bodyguard
- 1994 – Clean Slate
- 1997 – Volcano
- 2016 – Denial